# Ithycyphus
Ithycyphus är ett släkte av ormar. 
Ithycyphus ingår i enligt Catalogue of Life i familjen snokar och enligt The Reptile Database i familjen Pseudoxyrhophiidae. 
Vuxna exemplar är med en längd upp till 1,5 meter medelstora till stora ormar. De förekommer på Madagaskar och lever främst i skogar. Arterna klättrar i träd och har groddjur och ödlor som kameleonter som föda. Honor lägger ägg. Gifttänderna ligger längre bak i käken. Det giftiga bettet antas vara ofarlig för människor.
Arter enligt Catalogue of Life och The Reptile Database:
- Ithycyphus blanci
- Ithycyphus goudoti
- Ithycyphus miniatus
- Ithycyphus oursi
- Ithycyphus perineti